# Старинов, Илья Григорьевич
Илья́ Григо́рьевич Ста́ринов (20 июля (2 августа) 1900, село Войново, Орловская губерния — 18 ноября 2000, Москва) — советский военный деятель и педагог. Организатор партизанского движения, разведчик-диверсант, полковник (1938), кандидат технических наук (1944), профессор (1984).
За время Великой Отечественной войны под руководством Ильи Старинова было организовано 256 подрывов мостов и пущено под откос более 12 тысяч эшелонов противника.

## Биография
Илья Григорьевич Старинов родился 2 августа 1900 года в селе Войново ныне Болховского района Орловской области. В год его рождения семья переехала в Редкино Тверской губернии, а в 1903 году вернулась обратно в Войново.
Закончил Тверское реальное училище,после чего работал в губернской управе писцом и делопроизводителем.
18 июня 1918 года Старинов был призван в ряды РККА и направлен в 20-й полк 3-й стрелковой дивизии, которой командовал Солодухин. После месячного обучения принимал участие в боевых действиях на Южном фронте против войск под командованием Деникина. В районе города Короча Курской губернии попал в окружение и плен, но бежал. После ранения в ногу лечился в госпитале, расположенном в Туле. После излечения был направлен в 27-ю сапёрную роту 9-го инженерного батальона, в составе которой принимал участие в боевых действиях против войск под командованием Деникина и Врангеля на Южном фронте в Крыму. Старинов в составе 27-й сапёрной роты дошёл до Керчи.
В сентябре 1921 года был направлен на учёбу в Воронежскую школу военно-железнодорожных техников, по окончании которой в сентябре 1922 года был назначен на должность начальника подрывной команды 4-го Коростенского Краснознамённого железнодорожного полка, дислоцированного в Киеве.
Осенью 1923 года был направлен на учёбу в Ленинградскую школу военно-железнодорожных техников, по окончании которой осенью 1924 года был назначен на должность командира роты 4-го Коростенского полка, который строил железную дорогу Орша — Лепель. Там Старинов занимался подготовкой подрывников, с 1925 по 1928 годы обучал загражденцев в Киеве, а в 1929 году обучал диверсантов в киевской школе Кочегарова. Член ВКП(б) с 1924 года.
С 30 декабря 1930 года Илья Григорьевич служил в 4-м отделе штаба Украинского военного округа, где готовил партизан-диверсантов, а также занимался разработкой и совершенствованием диверсионной техники. В 1931 году работал в школе у Кочегарова и Лисицина в Купянске, в Святошине, где готовил диверсантов, проводил мероприятия по подготовке к возможной партизанской войне.
В марте 1932 года был назначен на должность начальника разведпункта, литер А Украинского военного округа, после чего одновременно готовил партизан-диверсантов в Тирасполе, а в марте 1933 года был переведён в Москву на должность сотрудника отдела Главного разведывательного управления при Генштабе РККА. В сентябре 1933 года был направлен на учёбу в Военно-транспортную академию, во время которой состоялся плодотворный диалог с единомышленником, начальником кафедры военного искусства Академии Фрунзе М. С. Свечниковым.
По окончании академии в мае 1935 года был назначен на должность заместителя военного коменданта станции Ленинград-Московская, находясь на которой, встречал и сопровождал высокопоставленных лиц, среди которых были К. Е. Ворошилов, Б. М. Шапошников, М. Н. Тухачевский, В. К. Блюхер и В. М. Примаков. По совместительству работал на должности преподавателя техники заграждений на дорогах в Военно-транспортном институте.

### Гражданская война в Испании
В ноябре 1936 года Илья Григорьевич Старинов был направлен в командировку в Испанию, где непосредственно подчинялся Я. К. Берзину и его заместителям Р. Я. Малиновскому, К. А. Мерецкову и Г. М. Штерну. Прошёл путь от советника диверсионной группы до советника 14-го партизанского корпуса численностью в 3 000 человек. Действовал в районе Теруэля, Сарагосы, под Мадридом и Барселоной. Готовил крупные диверсионные операции.
И. Г. Старинов в Испании организовал или лично провёл ряд операций, среди которых:
- в Гранаде был взорван водопровод и мост;
- выведен из строя на пять суток туннель под Кордовой;
- пущен под откос состав со штабом итальянской авиационной дивизии;
- взорван мост через реку Аликанте, во время подготовки к чему группа Старинова ночью захватила кухню, которую заполнила взрывчаткой и оставила посредине моста, после чего кухня была взорвана;
- под Кордовой пущен под откос поезд с солдатами-марокканцами.
- в лесу под Мадридом было уничтожено значительное количество личного состава противника, а также техника и боеприпасы;

Одновременно он внёс больший вклад в организацию партизанского движения и в обучение партизан минно-подрывному делу, технике и тактике диверсий. Он организовал две партизанские школы под Валенсией и в Хаэне. Под Сарагосой с одобрения Долорес Ибаррури под его руководством был сформирован 14-й партизанский корпус под командованием Доминго Унгрия. Переводчица А. К. Обручева вскоре стала его женой.

### Возвращение в СССР. Предвоенные годы. Советско-финская война
В ноябре 1937 года Старинов сдал дела Кристапу Салныню и с шофёром выехал в Париж, где остановился в посольстве, после чего из Бреста вместе с танкистом П. И. Липиным отплыл на пароходе в Ленинград, по прибытии в который встретился с разведчиками, после чего выехал в Москву, где встретился с исполняющим обязанности начальника Главного разведывательного управления С. Г. Гендиным, был с ним на приёме у К. Е. Ворошилова.
В феврале 1938 года был назначен на должность начальника центрального научно-испытательного полигона железнодорожных войск на станции Гороховец Горьковской железной дороги, а в ноябре 1939 года на должность начальника группы по разминированию на Карельском перешейке, находясь на которой, принимал участие в советско-финской войне.
13 августа 1940 года Старинов был назначен на должность начальника отдела минирования и заграждений Главного военно-инженерного управления Красной Армии, находясь на которой, в Нахабино готовил специалистов по заграждению и разминированию.

### Великая Отечественная война
28 июня 1941 года Илья Григорьевич Старинов был назначен на должность начальника оперативной группы заграждений на Западном фронте, а 13 июля — по совместительству на должность начальника Оперативно-учебного центра Западного фронта. Подчинялся командующему фронта Д. Г. Павлову, а затем А. И. Ерёменко. В конце сентября был назначен на должность начальника оперативно-инженерной группы Юго-Западного фронта и подчинялся Военному совету фронта. В его распоряжении находилось 5 батальонов и 5 оперативных групп, которые занимались подготовкой заграждений, минированием железных и автомобильных дорог, особо важных объектов в районе Харькова и в самом городе. Самой известной диверсионной операцией полковника Ильи Старинова является минирование важнейших стратегических объектов мощными осколочно-фугасными радиоминами Р-10 перед оставлением Харькова советскими войсками осенью 1941 года, а затем в нужный момент их дистанционный подрыв из посёлка Семилуки (пригород Воронежа, расстояние от Харькова почти 300 км) по закодированному радиосигналу. В то время из всех армий мира только Советская Красная Армия была вооружена мощными серийными радиоминами. Командир 68-й стрелковой дивизии генерал Георг фон Браун и многие другие старшие немецкие офицеры погибли под развалинами, а работа Харьковского транспортного узла долгое время была дезорганизована. Эта подпольная операция была настолько секретной, что до начала 60-х годов её ошибочно приписывали деятельности мужественных харьковских подпольщиков.
17 ноября 1941 года был назначен на должность заместителя начальника штаба инженерных войск Красной Армии, находясь на которой, участвовал в минировании, устройстве заграждений и разрушении мостов и дорог под Москвой на Калининском и Западном фронтах от Серпухова до Калинина.
В декабре 1941 года был назначен на должность начальника оперативно-инженерной группы на Южном фронте под Ростовом-на-Дону и в своём распоряжении имел пять батальонов, которые устанавливали заграждения, а также производили минирование. Мины производили в мастерских Ростовского государственного университета. В феврале 1942 года принял участие в ледовых походах через Таганрогский залив.
В апреле 1942 года был назначен на должность командира 5-й отдельной инженерной бригады спецназначения на Калининском фронте в районе Торжка, в составе которой было 5 батальонов численностью в 4 тысяч солдат и офицеров. Бригада под командованием Старинова занималась устройством противопехотных и противотанковых полос от Ржева до Сурожа общей протяжённостью в 400 километров.
В августе 1942 года был назначен на должность начальника Высшей оперативной школы особого назначения Центрального штаба партизанского движения, находившейся в распоряжении главнокомандующего партизанским движением К. Е. Ворошилова и дислоцированной на станции Быково. Школа подготавливала специалистов и командиров высшего класса, а также планировала операции и испытывала новую диверсионную технику.
В сентябре 1942 года был назначен на должность помощника начальника штаба по диверсиям у П. К. Пономаренко. Составлял инструкции, разрабатывал планы операций. Был в командировках на Кавказе, в Ростове-на-Дону и Новороссийске, где организовывал партизанские операции.
18 марта 1943 года стал членом Военного совета Юго-Западного фронта. Организовывал обучение партизанских групп для заброски в тыл врага.
В мае 1943 года был назначен на должность заместителя начальника Украинского штаба партизанского движения по диверсиям Т. А. Строкача, находясь на которой, создавал диверсионные службы в штабе и в партизанских соединениях.
В апреле 1944 года был назначен на должность заместителя начальника польского Штаба партизанского движения А. Завадского. Занимался организацией партизанской борьбы, взаимодействием с советскими партизанами на границе с Польшей. В это время за написанную до войны диссертацию получил звание кандидата технических наук.
С июня 1944 года был начальником штаба советской миссии в Югославии, располагавшейся в Бухаресте. Занимался организацией взаимодействия между РККА и Национально-освободительной Армии Югославии (НОАЮ). Несколько раз встречался и беседовал с маршалом Иосипом Тито.
С февраля 1945 года был начальником оперативно-инженерной группы по разминированию автомобильных и железных дорог на территории Германии и подчинялся Р. Я. Малиновскому и И. С. Коневу. Работали севернее Будапешта, в районе Потсдама, в городах на Рейне. День Победы встретил в Берлине.

### Ростовский период деятельности, «Атомная тетрадь»
Ростовский период деятельности И. Г. Старинова во время Великой Отечественной войны следует выделить особо. Его значение для повышение обороноспособности нашей страны было обнародовано сравнительно недавно. Ростов-на-Дону — это «ворота на Кавказ». Для устройства минно-взрывных заграждений на подступах к городу, уже в декабре 1941 года была сформирована специальная оперативно-инженерная группа Южного фронта под руководством полковника И. Г. Старинова. Для защиты Ростова требовалось установить около 70 тыс. мин, 56 тыс. из которых предстояло сделать в самом городе, для чего Старинову были выделены экспериментальные мастерские Ростовского госуниверситета. В первую очередь были разработаны новые типы мин, способные к самоликвидации в установленное время и неизвлекаемые мины замедленного действия. Монтажом мин занимались приехавшие вместе со Стариновым бывшие бойцы-интернационалисты Испанской республиканской армии, а также девушки-комсомолки и подростки допризывного возраста. Каждый месяц из мастерских на фронт увозили до 15 тыс. мин, от которых наступающая немецкая армия несла большие потери. Помимо разработки, серийного выпуска новых типов мин и их установки на подступах к городу, Старинов сформировал в Ростове спецбатальон, диверсионные группы которого регулярно участвовали в так называемых «ледовых походах» в тыл к немцам по льду Азовского моря. Они уничтожали штабы, захватывали трофейные документы и оставляли установленными «на память» немцам свои уникальные мины.
23 февраля 1942 года во время одного из «ледовых походов» диверсионная группа полковника Старинова под руководством старшины Максима Репина захватила трофейную «атомную тетрадь» убитого ими офицера. Убитым немцем оказался физик-ядерщик Г. Вандервельде. Старинов передал тетрадь в аппарат Уполномоченного ГКО СССР по науке профессору С. В. Кафтанову. В тетради оказались формулы ядерных превращений урана и информация по разработке немцами атомной бомбы. Описание самой операции по захвату атомной тетради И. Г. Старинов впервые открыто изложил в январе 1975 года в письме ростовскому физику И. И. Буйло, с которым был знаком ещё по работе в экспериментальных мастерских РГУ:

… В ночь на 23 февраля 1942 года был совершен налет на гарнизон противника Коса Кривая (сейчас поселок Седово) на северном побережье Таганрогского залива. В результате налета гарнизон был уничтожен, захвачены пленные, трофеи, в том числе и важные документы. Старшина Репин М. А. доставил среди других документов и толстую тетрадь…
Я попросил прочитать её тех преподавателей Ростовского университета, которые хорошо знают немецкий язык. В тетради было много формул, графиков, схем…
При отъезде из Ростова я показал тетрадь Р. Я. Малиновскому, тот посоветовал передать её в аппарат Уполномоченного ГКО по науке С. В. Кафтанову. С согласия начальника инжвойск КА я так и сделал. Передал её ответственному работнику доктору химических наук С. А. Балезину, и он в ней обнаружил, что в тетради отнюдь не фантазия, а реальные суждения о возможности использования атомной энергии в военных действиях…
Тогда и было принято решение вести разработку по созданию такого оружия и нами…

Первое официальное упоминание о существовании трофейной «атомной тетради» было озвучено только в 1985 году в опубликованных в СМИ воспоминаниях бывшего уполномоченного ГКО СССР по науке профессора С. В. Кафтанова. Сергей Васильевич написал, что именно эта «атомная тетрадь», наряду с предупреждением физика Г. Н. Флерова побудила его и академика А. Ф. Иоффе обратиться в ГКО с письмом о необходимости срочного создания в СССР научного центра по проблемам ядерного оружия. Кафтанов рассказал, что на заседании Госкомитета обороны, где рассматривалось это предложение, некоторые ключевые ведомства, включая Госплан, были против. Однако И. В. Сталин походил, походил и сказал: «Надо делать». 28 сентября 1942 года Сталин подписал Распоряжение о возобновлении работ по урановой программе. Именно эта дата считается стартом советского ядерного проекта.

### Послевоенный период
В ноябре 1945 года Старинов был назначен на должность заместителя начальника 20-го управления железнодорожных войск Советской Армии во Львове. Осуществлял разминирование и восстановление железных дорог и принимал участие в борьбе с остатками Украинской повстанческой армии.
В сентябре 1946 года был назначен на должность начальника кафедры тыла Военного института МГБ СССР, а в 1949 году — был назначен на должность начальника оперативно-тактической группы партизанской борьбы.
В январе 1956 года полковник Илья Григорьевич Старинов вышел в отставку.
В 1957 году был назначен на должность старшего научного сотрудника Института марксизма-ленинизма. Принимал участие в написании шеститомной истории Великой Отечественной войны. В 1964 году был назначен на должность преподавателя тактики диверсий на Курсах усовершенствования офицерского состава (КУОС). Также с 1966 года по 1973 год преподавал на Курсах усовершенствования офицерского состава КГБ.
В 1984 году присвоено звание профессора. До 1987 года преподавал в учебных заведениях КГБ.
Илья Григорьевич Старинов умер 18 ноября 2000 года в Москве. Похоронен на Троекуровском кладбище.

## Наиболее значимые операции, осуществлённые под руководством И. Г. Старинова
В Испании
- уничтожение штаба итальянской авиадивизии;
- крушение поезда с марокканцами, крушение воинского эшелона в туннеле, прервавшее надолго важную вражескую коммуникацию;
- вывод из строя на неделю коммуникации между Южным и Мадридским фронтами противника.

Во время Великой Отечественной войны
- в октябре 1941 год — превращение харьковских путей сообщения в западню для противника (взрыв радиоуправляемой миной Свердловского путепровода через ЮЖД), что затруднило немецкое наступление.
- произвёл самый известный взрыв радиоуправляемой мины. По сигналу, отправленному Стариновым из посёлка Семилуки Воронежской области в 3:30 ночи 14 ноября 1941 года, был взорван немецкий штаб в Харькове (ул. Дзержинского, 17; бывший партийный особняк, в котором жили сначала Косиор, затем Хрущёв Н.С.) во время банкета, на котором находился командир 68-й пехотной дивизии Вермахта, начальник гарнизона генерал-лейтенант Георг Браун. Сапёр инженер-капитан Гейден, под чьим руководством разминировали здание и обезвредили ложную мину, заложенную под кучей угля в котельной особняка, был разжалован. В отместку за взрыв немцы повесили пятьдесят и расстреляли двести заложников-харьковчан[13].
- в феврале 1942 года — ледовые походы через Таганрогский залив, в результате которых была выведена из строя автомагистраль Мариуполь — Ростов-на-Дону, разгромлен гарнизон немцев на Кривой Косе (сейчас поселок Седово Новоазовского района Донецкой области) и захвачена трофейная «атомная тетрадь», запустившая механизм создания атомного оружия в СССР.
- создание диверсионной службы в украинских партизанских формированиях и в Украинском штабе партизанского движения в 1943 году, в результате чего на Украине было произведёно свыше 3 500 крушений поездов, тогда как в 1942 году — всего 202.
- в 1944 году — подготовка кадров и создание партизанских формирований украинских партизан для партизанской войны за рубежом — в Польше, Чехословакии, Венгрии, Румынии.

## Вклад в военную теорию и практику
Серьёзным вкладом в военную теорию и практику сам Старинов считал следующее:
1. Создание средств минно-взрывных заграждений и диверсионной техники в 1925—1930-х годах. За эту работу получил степень кандидата технических наук. Разработки нашли широкое применение в Испании и в годы Великой Отечественной войны. Массовое изготовление производилось в заводских условиях. В отчёте ЦШПД в части оценки эффективности мин «поездные мины Старинова» — ПМС — занимали 1-е место.
2. Подготовка партизанских кадров в 1930—1933 годах и в 1941—1945 годах. Среди них:
  1. командир 14-го партизанского корпуса Доминго Унгрия (Испания) и его заместитель Антонио Буэйтраго (позднее возглавивший корпус во Франции);
  2. Любомир Илич (Югославия), во Франции получивший звание генерал-майора, возглавивший оперативный отдел Сил внутреннего сопротивления;
  3. Александр Завадский (Польша), начальник штаба Польского партизанского движения;
  4. Генрих Торунчик (Польша), начальник партизанской школы в Польше;
  5. Иван Хариш (Югославия), генерал-майор, командир группы диверсионных отрядов Народно-освободительной армии Югославии в Хорватии, народный герой Югославии;
  6. Егоров Алексей Семёнович, командир партизанского соединения в Чехословакии, Герой Советского Союза. В Чехословакии учреждён памятный знак для участников партизанского движения его имени.

Обученные непосредственно Стариновым инструкторы в предвоенные годы подготовили свыше 1 000 квалифицированных партизан.
В годы Великой Отечественной войны обученные им же инструкторы подготовили в различных школах свыше 5 тысяч партизан-диверсантов. Только в Оперативно-учебном центре Западного фронта было обучено 1 600 человек.
Стариновым написаны пособия, в том числе совершенно секретные, по вопросам ведения партизанской войны, которые использовались при обучении партизан.
В послевоенное время много занимался вопросами теории партизанского движения, указывая на необходимость его тщательной подготовки в предвоенный период. По мнению Старинова, именно отсутствие подготовки и последние предвоенные года, а также отсутствие стратегии партизанского движения у руководства страны и централизованного руководства им привели к тому, что вклад партизан в победу оказался намного ниже того, чем мог быть (в своих работах он называл партизанскую войну в СССР «войной упущенных возможностей»).

## Награды
- Орден Мужества[источник не указан 1263 дня] (02.08.2000)
- Два ордена Ленина (1937, 1944)[15]
- Орден Октябрьской Революции (01.08.1980, № 87256)
- Пять орденов Красного Знамени (1937, 1939, 1944, 1944, 1945)[16]
- Орден Отечественной войны 2-й степени (11.03.1985, № 1123764)
- Орден Дружбы народов (17.08.1990, № 77089)
- Медаль «XX лет Рабоче-Крестьянской Красной Армии» (22.02.1938)
- Медаль «За оборону Сталинграда» (24.02.1944)
- Медаль «За оборону Кавказа» (IX.1944)
- Медаль «Партизану Отечественной войны» 1-й степени (25.10.1944)
- Медаль «За оборону Москвы» (30.10.1944)
- Медаль «За победу над Германией в Великой Отечественной войне 1941—1945 гг.» (06.08.1945)
- Медаль «30 лет Советской Армии и Флота» (29.04.1948)
- Медаль «В память 800-летия Москвы» (22.10.1948)
- Медаль «40 лет Вооружённых Сил СССР» (1958)
- Медаль «Двадцать лет победы в Великой Отечественной войне 1941—1945 гг.» (1965)
- Медаль «50 лет Вооружённых Сил СССР» (01.04.1969)
- Медаль «В ознаменование 100-летия со дня рождения Владимира Ильича Ленина» (13.04.1970)
- Медаль «За отличие в охране государственной границы СССР» (29.10.1970)
- Юбилейная медаль «Тридцать лет Победы в Великой Отечественной войне 1941—1945 гг.» (06.05.1975)
- Медаль «Ветеран Вооружённых Сил СССР» (30.03.1977)
- Медаль «60 лет Вооружённых Сил СССР» (09.06.1978)
- Юбилейная медаль «Сорок лет победы в Великой Отечественной войне 1941—1945 гг.» (23.04.1985)
- Медаль «70 лет Вооружённых Сил СССР» (23.02.1988)
- Медаль «50 лет Победы в Великой Отечественной войне 1941—1945 гг.» (22.03.1995)
- Медаль «В память 1500-летия Киева»
- Медаль Жукова (19.02.1996)
- знак «50 лет пребывания в КПСС»

Награды иностранных государств
- Орден Красной Звезды (ЧССР)
- Партизанский памятный знак 1941 года (СФРЮ)
- Медаль 20 лет войны в Испании (1956)[уточнить]
- Медаль 20 лет Освобождения Украины (1964)[уточнить]
- Медаль 20 лет Освобождения Чехословакии (1964)
- Медаль За восстановление железных дорог Германии (1965)[уточнить]
- Медаль 25 лет Великой Отечественной войне (24.04.1967)[уточнить]
- Медаль «За вашу и нашу свободу» (ПНР) (19.02.1968)
- Медаль Болгарии (1981)[уточнить]
- Медаль 60 лет Гражданской войны в Испании (04.12.1996)[уточнить]
- Медаль 55 лет Победы (2000)[уточнить]

## В кинематографе
- «Подпольный обком действует» (СССР, 1979) — актёр Александр Безыментов.

## Память
- На одном из домов в Тирасполе (ПМР) открыта памятная доска.
- В честь И. Г. Старинова названа крупная финансовая компания Старинов.
- В 1999 году в честь И. Г. Старинова была названа звезда в созвездии Льва.
- Под именем Илья Григорьев выведен в романе И. Ф. Стаднюка «Война».
- В 2010 году в Москве на фасаде дома 22, корпус 3 по улице Маршала Бирюзова была установлена мемориальная доска с текстом: «В этом доме с 1955 г. по 2000 г. жил выдающийся разведчик-партизан, „Солдат столетия“ Старинов Илья Григорьевич»[17][18].
- В 2012 году в честь И. Г. Старинова была названа одна из новых улиц в Орле[19].
- Д/ф «Илья Старинов. Личный враг Гитлера» (РТР, 2015)
- 17 ноября 2015 года в пос. Стрелецком (Орловская область) открыт памятник И. Г. Старинову.
- Памятник легенде российского спецназа Илье Григорьевичу Старинову установлен в 2015 году в селе Стрелецкое Орловской области, автор — скульптор Валерий Михеев[20]
- 2 сентября 2019 года в посёлке Чёнки Гомельского района Гомельской области Республики Беларусь на территории санатория «Чёнки» открыт памятный знак И. Г. Старинову[21]

## Сочинения
- Старинов И. Г. Партизанское движение в Великой Отечественной войне: Курс лекций. — М.: [б. и.], 1949. — 123 с.
- Эпов Б. А., Старинов И. Г. Мины в тылу врага. — М.: Воениздат, 1963. — 104 с.
- Старинов И. Г. Мины ждут своего часа. — М.: Воениздат, 1964. — 224 с. — (Военные мемуары).
- Старинов И. Г. Пройди незримым. — М.: Молодая гвардия, 1988. — 271 с. — ISBN 5-235-00008-0.
- Старинов И. Записки диверсанта // Альманах «Вымпел». — М., 1997. — № 3.
- Старинов И. Мины замедленного действия: размышления партизана-диверсанта // Альманах «Вымпел». — М., 1999. — № 1.
- Старинов И. Солдат столетия. — 2000. — 191 с. — (Герои Отечества).
- Старинов И. Взрывы в Харькове // Диверсанты Второй мировой / Ред.-сост. Г. Пернавский. — М.: Яуза, Эксмо, 2008. — С. 58—121. — 352 с. — (Военно-исторический сборник). — 5000 экз. — ISBN 978-5-699-31043-2.
- Старинов И. Г. Операция прошла успешно // В боях за Харьковщину. Воспоминания участников Великой Отечественной войны / Ред. И. Ф. Щербинин. — Харьков: Харьковское книжное издательство, 1963. — С. 93—107. — 396 с. — 6000 экз.
- Пятницкий В. И., Старинов И. Г. Разведшкола № 005. История партизанского движения. Харвест, 2005. ISBN 5-17-013599-8, 985-13-2679-8.
- Старинов И. Г. Заместитель по диверсиям: бог диверсий Советской империи. — М.: Яуза : Эксмо, 2005. — 381 с. — (Герои тайной войны).; ISBN 5-699-09083-5.
- Старинов И. Г. Супердиверсант Сталина. Мины ждут своего часа. — М.: Яуза : Эксмо, 2004. — 380 с. — (Герои тайной войны).; ISBN 5-699-07523-2.
- Старинов И. Г. Белофинские мины и ловушки и борьба с ними — Л.: Военно-транспортная академия РККА им. Л. М. Кагановича, 1940. — 32 с.
- Старинов И. Г. Фронт без командования. // Новая и новейшая история. — 1990. — № 3.
- Старинов И. Г. О войне в тылу врага. // Вопросы истории КПСС. — 1990. — № 5.